# Marlyse Nsourou
Marlyse Nsourou, née le 27 février 1987, est une coureuse gabonaise de demi-fond. Elle a participé au 800 mètres féminin aux Jeux olympiques d'été de 2004. Elle termine la course en 2.12.35.   
En 2005, elle participe également aux Championnats du Monde et occupe la huitième place pour le 800 m femmes - série 1.
Elle est aujourd'hui professeur d’ESP (éducation sportive et physique) au CES Mamadou Léwo à Franceville, au Gabon.